# Conus humerosus
Espèce
Conus humerosus est une espèce fossile de mollusques gastéropodes marins de la famille des Conidae.

## Description
La taille de la coquille atteint 65 mm.

## Distribution
Cette espèce marine est seulement trouvée comme fossile dans le Néogène de la République dominicaine.

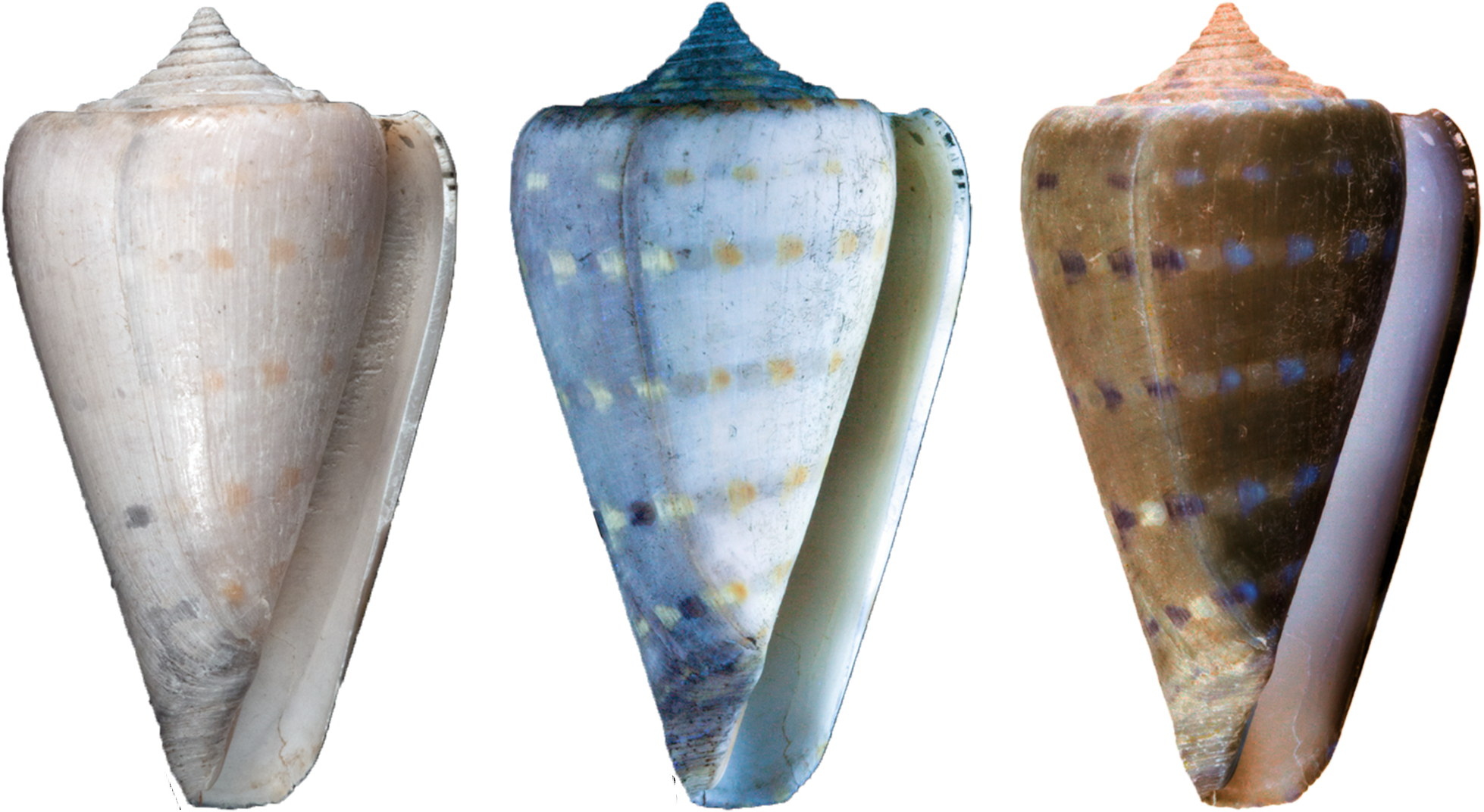
Conus humerosus ; Correspondance entre l'oxydation de la coquille, la fluorescence sous lumière UV, et les effets de l'inversion numérique de l'image de la coquille fluorescente à l'aide d'un logiciel de photo-édition.

.

## Taxonomie

### Publication originale
L'espèce Conus humerosus a été décrite pour la première fois en 1921 par le malacologiste Henry Augustus Pilsbry (1862-1957),.